# Liba (település)
Liba (németül: Minihof-Liebau, horvátul: Loveča, szlovénül: Suhi Mlin, vendül Sühi mlin) mezőváros Ausztriában, Burgenland tartományban, a Gyanafalvi járásban.

## Fekvése

Libai panoráma

Gyanafalvától 6 km-re délre, a Döbör patak partján fekszik.
A kataszteri közösségek Minihof-Liebau, Tóka és Kistótlak.

## Története
A települést 1387-ben "Lyubehaza" alakban említik először. Dobra várának uradalmához tartozott.  Neve az ószláv eredetű Lyub személynévből ered. Eredeti jelentése kedves, ebből származik a mai német Liebau név is. 1387-ben Luxemburgi Zsigmond Dobra várát az uradalommal együtt a Széchy családnak adományozta.
1605-ben Bocskai hajdúi dúlták fel. 1607-ben a dobrai uradalommal együtt a Batthyány család birtoka lett. 1720-ban 7 házat számláltak a településen. 1767-ben 1 háromnegyed, 1 fél, 12 háromnyolcad, 7 negyed és 3 nyolcad jobbágytelke volt. Két zsellércsalád is élt a településen. 1787-ben 32 házában 182 lakos élt. 1830-ban 36 háza volt 227 lakossal. 1857-be 48 házat és 316 lakost számláltak itt.
Vályi András szerint " LIBA. Living, Lovecsa. Német falu Vas Várm. földes Ura G. Batthyáni Uraság, lakosai katolikusok, fekszik Dobrához közel, de annak filiája, hegyes, 517földgye sovány, réttyei tsekélyek."
Fényes Elek szerint " Liba, német falu, Vas vgyében: 74 kath., 204 evang. lak. F. u. gr. Batthyáni. Ut. posta Fürstenfeld."
Vas vármegye monográfiája szerint " Liba. Házainak száma 64, lélekszám 405. Lakosai r. kath. és ág. ev. vallásúak és németajkúak. Postája Dobra, távírója Gyanafalva. Határában fogják elvezetni a tervezett gyanafalva-muraszombati vasutat."
1910-ben 374, túlnyomórészt német lakosa volt. A trianoni békeszerződésig Vas vármegye Szentgotthárdi járásához tartozott. A békeszerződések Ausztriának ítélték. A háború után épült fel a tűzoltó szerház és a községháza is. Templomát 1963-ban építették. 1971-ben Kistótlak és Tóka községeket csatolták hozzá.

## Nevezetességei
Evangélikus temploma 1963-ban épült.